# Хайбулаев, Идрис Булатович
Идрис Булатович Хайбулаев (15 марта 1915 — 19 октября 1984) — советский военный, участник Великой Отечественной войны. Был представлен к Званию Героя Советского Союза.

## Биография
Идрис Хайбулаев родился 15 марта 1915 года в Судаке. Крымский татарин.
Война застала его курсантом военной школы по подготовке офицеров в Алма-Ате. В начале декабря 1941 года 39-я отдельная стрелковая бригада, в которой служил Хайбулаев, отправилась на фронт. Она принимала активное участие в финальных операциях Московского контрнаступления РККА, за три месяца с боями прошла более 400 километров. Там лейтенант Хайбулаев командовал взводом автоматчиков 1-го отдельного стрелкового батальона. В ходе боевых действий подчинённые Хайбулаева одержали победу, взяв при этом в плен 217 немецких солдат и офицеров, а также захватив 18 вражеских пушек и три пулемёта. В боях он получил ранение в ноги, но после лечения снова вернулся на фронт и был назначен командиром 1337-й горнострелкового полка.
16 марта 1942 года командир 39-й стрелковой бригады подполковник В. А. Полевик и военком бригады старший батальонный комиссар Багаев подписали представление на присвоение командиру взвода автоматчиков 1-го отдельного стрелкового батальона лейтенанту Хайбулаеву звания Героя Советского Союза. Однако 15 мая командующий 4-й ударной армии генерал-майор Курасов и член Военного Совета бригадный комиссар Рудаков вынесли резолюцию о награждении Хайбулаева орденом Красного Знамени.
В составе 1337-го горнострелкового полка 318-й горнострелковой дивизии Хайбулаев участвовал в освобождении Киева, Житомира, Ровно, Славуты, Каменец-Подольского, Черновцов, а также Польши и Чехословакии. Там Хайбулаев снова получил ранение.
За службу в годы Великой Отечественной войны Хайбулаев был награждён тремя орденами Красного Знамени, орденом Отечественной войны I степени, медалями «За боевые заслуги», «За оборону Москвы», «За победу над Германией в Великой Отечественной войне 1941—1945 гг.».
После окончания войны с женой, военным фельдшером Любовью Васильевной Хайбулаевой (Карагодиной), и детьми жил в городе Кувасай, Ферганская область, Узбекская ССР. В 1971 году переехал с семьёй в посёлок Архипо-Осиповка, Краснодарский край, где прожил до смерти 19 октября 1984 года.